# Сасолін
Сасолін, (італ. sassolite; англ. sassolite; нім. sassolin) — мінерал, борна кислота шаруватої будови. Названа на честь селища Сассо Пізано, Тоскана, Італія (D.L.G.Karsten, 1800). Синоніми: борна кислота.

## Опис
Хімічна формула: H3[BO3] або В(ОН)3. Склад у %: B2O3 — 56,4; H2O — 43,6. Сингонія триклінна. Пінакоїдальний вид. Форми виділення: таблитчасті, псевдогексагональні, рідше голчасті кристали; лускаті, пухкі, землисті аґреґати, горбисті кірки, нальоти. Також утворює сталактитоподібні виділення. Спайність досконала, слюдоподібна. Густина 1,48. Тв. 1. Колір білий до сірого, іноді жовтуватий внаслідок включень самородної сірки. Кристали гнучкі; на дотик гладкі, жирні. Прозорий. Блиск перламутровий. На смак кислуватий або злегка солоний і гіркий. Легко плавиться і з забарвленням полум'я у зелений колір. Малорозчинний у холодній воді та добре розчинний — у гарячій.

## Поширення
Зустрічається в у лагунах, продукт вулканічних сублімацій.
Знайдений у лагунах Тоскани, а також біля вулканів на острові Вулькано (Ліпарські острови), у тріщинах на вулкані Авачинська Сопка (Камчатка), на острові Сицилія та інші. Рідкісний.